# مون‌گیونگ
مونگ‌گیونگ (کره‌ای: 문경 Mungyeong (تلفظ کره‌ای: [mun. ɡjʌŋ])) یک شهر و تقسیمات کشوری کره جنوبی در کره جنوبی است که در استان گیونگ‌سانگ شمالی واقع شده‌است. مون‌گیونگ ۹۱۱٫۷۳ کیلومتر مربع مساحت و ۷۷٬۳۰۴ نفر جمعیت دارد.